# Olivio Kocsis-Cake
Olivio Kocsis-Cake, rodný jménem Olivio Cake-Baly (* 31. března 1980, Budapešť) je maďarský aktivista, novinář a levicový politik, mezi lety 2018 a 2022 poslanec Zemského sněmu zvolený za zelené hnutí Dialog za Maďarsko. 

## Biografie
Narodil se v roce 1980 v Budapešti v tehdejší Maďarské lidové republice. Studoval historii a sociologii na Katolické univerzitě Petra Pázmánye. Pracoval pro rozhlasová vysílání stanic Radiocafé a Civil Rádió. Prováděl také výzkumy pro nadaci Kurt Lewin Alapítvány financované Open Society Foundations.

### Politická kariéra
Na počátku roku 2010 začal pracovat v kampani zeleného hnutí Politika může být jiná (LMP). V komunálních volbách na podzim téhož roku se stal kandidátem LMP na post starosty budapešťského VI. obvodu (Terézváros). V únoru 2013 odešel z LMP a vstoupil do levicově–zeleného hnutí Dialog za Maďarsko. Pro parlamentních volby v roce 2018 uzavřel Dialog koalici s postkomunistickou Maďarskou socialistickou stranou (MSZP), přičemž Kocsis-Cake kandidoval na 99. místě celostátní kandidátní listiny MSZP–Dialog. Volební lídr Gergely Karácsony po ustavující schůzi parlamentu z mandátu poslance odstoupil, aby mohl zůstat starostou a poslanci zvolení za MSZP–Dialog zvolili za jeho náhradníka Olivia Kocsis-Cakea, ačkoliv podle seznamu kandidátů nebyl v pořadí. V opozičních primárkách roku 2021 kandidoval za MSZP–Dialog v jednomandátovém volebním obvodu č. 5 v Budapešti, ale odstoupil ve prospěch Lajose Oláha (DK). V parlamentních volbách v roce 2022 již poslancem nebyl zvolen. Na počátku roku 2023 vystoupil z hnutí Dialog za Maďarsko a stal se členem levicové Demokratické koalice.

## Soukromý život
Jeho matka je účetní maďarské národnosti, jeho otec je ekonom a řidič tramvaje Marcelo Cake-Baly (* 1958) pocházející z Guineje-Bissau, který hrál hlavní roli v maďarském filmu Az állampolgár (The citizen) z roku 2016.